# Kościół św. Marcina w Bukówcu Górnym
Kościół świętego Marcina w Bukówcu Górnym – rzymskokatolicki kościół parafialny należący do parafii pod tym samym wezwaniem (dekanat przemęcki archidiecezji poznańskiej).
Obecna świątynia została zbudowana w 1825 roku i ufundowali ją książęta Anhalt-Dessau. Kościół został konsekrowany w 1845 roku. Świątynia jest trzecim kościołem parafialnym wzniesionym po dwóch wcześniejszych, drewnianych.
Budowla nie posiada cech stylowych, jest jednonawowa i założona na planie prostokąta. W 1930 roku zostały dobudowane dwie kaplice razem z małą, kwadratową zakrystią, które tworzą rodzaj transeptu. Świątynię nakrywa dach dwuspadowy, pokryty dachówką, na dachu jest umieszczona wieżyczka mieszcząca sygnaturkę.
Ołtarze powstały w połowie XIX wieku w stylu eklektycznym, ale znajdują się w nich barokowe obrazy. W głównym jest umieszczona Matka Boska Śnieżna w sukience srebrnej, ufundowana zapewne w 1711 roku przez W. Sobka, sołtysa i długoletniego organistę. W prawym, bocznym zwieńczeniu znajduje się barokowy obraz św. Antoniego z Dzieciątkiem. Tabernakulum powstało w 2 połowie XVIII wieku. Z połowy XVII wieku pochodzą: krucyfiks, późnorenesansowa, wieżyczkowa monstrancja i wczesnobarokowy kielich. Relikwiarz w kształcie trumienki, lichtarz paschalny i tabliczki wotywne barokowe, powstały w XVIII wieku. Rzeźba św. Marcina umieszczona nad wejściem została wykonana na przełomie XVI i XVII wieku i zapewne była ozdobą wcześniejszego, ufundowanego przez P. Opalińskiego kościoła. Dołączona do zwieńczenia ambony rzeźba św. Jakuba reprezentuje styl barokowy i pochodzi z XVIII wieku. Ludową rzeźbę św. Franciszka wykonał Leon Dudek z Włoszakowic.
W ścianie świątyni wmurowane są tablice z nazwiskami poległych podczas I wojny światowej i w powstaniu wielkopolskim, a także ofiar wojny obronnej Polski 1939 i niemieckiej okupacji.